# VSDC Free Video Editor
VSDC Free Video Editor ist eine von Flash-Integro, LLC entwickelte Anwendung für nichtlineares Bearbeiten (NLE). Das Programm kann hochauflösendes Filmmaterial verarbeiten, einschließlich 4K-UHD-, 3D- und VR-360-Grad-Videos. VSDC ermöglicht die Anwendung professioneller Postproduktionseffekte und Live-Farbkorrekturen, unterstützt VirtualDub-Plug-Ins sowie die Möglichkeit, Videos vom Bildschirm aufzunehmen, Sprache aufzuzeichnen und Multimediadateien in zahlreichen Formaten zu speichern, einschließlich der für die Veröffentlichung auf Facebook, Vimeo, YouTube, Instagram und Twitter vorkonfigurierten Formate.

## Überblick
VSDC läuft auf Windows 2000 / XP / Vista / 7/8/10/ 11. Der Editor unterstützt Video- und Audiodateien, die auf Smartphones, Action-Kameras, professionellen Kameras und Drohnen aufgezeichnet wurden, und kann für alle gängigen Videobearbeitungsaufgaben verwendet werden, die für die Produktion von hochauflösendem Video in Sendequalität erforderlich sind.

## Videoverarbeitung

### Grundlegende Videobearbeitungsfunktionen
- Schneiden, Aufteilen, Zusammenführen, Beschneidung, Cropping, Drehen, Spiegeln, Rückwärtsspiel, Änderung der Lautstärke
- Einstellungen für Größe, Qualität und Auflösung
- Videostabilisierung
- Geschwindigkeitsänderung
- Einfügen von Text und Untertiteln
- Diashow-Assistent mit 70+ Übergangseffekten
- Schnappschüsse
- DeLogo-Filter, die unerwünschte Elemente in einem Video mit einer unscharfen oder pixeligen Maske automatisch ausblenden
- 360-Grad-Video zu 2D-Video-Konvertierung
- Umwandlung von 3D-Video in 2D-Video
- Schnelle Instagram-ähnliche Filter
- Voll ausgestatteter Texteditor für Titel und Texteffekte
- Eingebauter Video Converter unterstützt mehr als 20 Formate
- Eingebauter Bildschirmrecorder
- Eingebauter Voice Recorder

### Fortgeschrittene Postproduktion
Farbkorrektur
Neben den Standardwerkzeugen zur automatischen Anpassung von Kontrast, Helligkeit und Temperatur bietet VSDC[7] professionelle Farbkorrekturlösungen:
- Farbkorrekturtabellen (LUTs)
- RGB-Kurve, die den Aspekt des gesamten Videos oder Bildes pro ausgewählter Farbe (rot, grün, blau oder weiß) ändert.
- Farbton-Sättigungskurven definieren den Farbbereich pro sechs Farben und ermöglichen das Ändern des Aspekts eines Videos oder eines Bildes basierend auf der ausgewählten Farbe.
- Verlaufswerkzeug, mit dem sich mehrere Farben schrittweise mischen lassen
- 20+ Standardfarbkorrekturen

Mask Tool – ermöglicht das Anwenden eines oder mehrerer Filter auf einen bestimmten Teil eines Videos oder eines Bildes
30+ Mischmodi
Bewegung – die Objekte in der Szene können sich entlang einer ausgewählten Flugbahn bewegen
Animation – Illusion von Bewegung und Veränderung von statischen Objekten in der Szene durch die schnelle Anzeige einer Sequenz dieser Objekte
Videoeffekte:
- Chroma Key – Ein Werkzeug, mit dem ein einfarbiger Hintergrund (normalerweise grün oder blau) in einem Video oder Bild ersetzt werden kann
- 15 Filter, darunter Deinterlacing, Pixelize, Delogo, Blur und mehr
- 8 Transformationseffekte, einschließlich Zoom, Spiegeln, Resampling und mehr
- 5 Transparenzlösungen
- Dynamische TV-Effekte (Altersfernsehen, kaputtes Fernsehen, Rauschfernsehen)
- Unterstützung für VirtualDub-Plugins

Diagramme und Grafiken – 3D-Diagramme mit Kreis, Radar, Torus, Balken, Blase, Spline, Stufenlinie, Spline-Bereich, Trichter, Pyramide usw. zur optimierten Anzeige komplexer Daten
360-Grad- und 3D-Videobearbeitung

## Audioverarbeitung
VSDC ermöglicht ein Video in Audio- und Videoebenen aufzuteilen und als separate Elemente zu bearbeiten: als Wellenformen und Videospuren.
Audiobearbeitungswerkzeuge und -effekte:
Das Audiospektrum-Werkzeug animiert eine Wellenform im Rhythmus von Musik oder anderen Klängen.
Die integrierte Voice-Over-Funktion ermöglicht das Aufnehmen und Hinzufügen von Sprache zum Filmmaterial.
Audioamplitudeneffekte (Normalisierung, Ein- und Ausblenden, Verstärkung) helfen dabei, einen fehlerhaften Soundtrack zu korrigieren.
Delay-, Time-Stretch- und Reverse-Effekte sind so abgestimmt, dass Audiotracks einen relevanten Klang erhalten: als ob sie von einem Refrain gesungen, zeitlich gestreckt oder rückwärts gespielt würden.
DeNoise-Tools (Medianfilter und Audio-Gate) zur Reduzierung des Audio-Rauschens.
Gleichzeitiges Arbeiten mit mehreren Audiospuren

## Formate und Codecs
| Importformat | Importformat                                                                                         | Importformat                            |
| --- | --- | --------------------------------------- |
| Video | Audio                                                                                                | Bild                                    |
| WebM, AVI, QuickTime (MP4/M4V, 3GP/2G2, QuickTime File Format), HDVideo/AVCHD (MTS, M2TS, TS, MOD, TOD), Windows Media (WMV, ASF, DVR-MS), DVD/VOB, VCD/SVCD, MPEG/MPEG-1/DAT, Matroska (.mkv), RealMedia (RM, RMVB), Flash Video (SWF, FLV), DV, AMV, MTV, NUT, H.264/MPEG-4, MJPEG, H.265/HEVC, SVG, WebP, GIF | MP3/MP2, WMA, M4A, AAC, FLAC, Ogg, RealAudio, VOC, WAV, AC3, AIFF, MPA, AU, Monkey’s Audio, CUE, CDA | BMP, JPEG, PNG, PSD, GIF, ICO, CUR, SVG |

| Exportformat                                                                              | Exportformat | Exportformat | Exportformat       | Exportformat      | Exportformat | Exportformat       | Exportformat  |
| ----------------------------------------------------------------------------------------- | --- | ------------ | ------------------ | ----------------- | ------------ | ------------------ | ------------- |
| PC                                                                                        | Web | iPhone/iPad  | DVD                | Mobile            | PSP          | Xbox               | MP3/MP4       |
| AMV, MPG, QuickTime File Format (.mov), WMV, Matroska (.mkv), RealMedia, SWF, Flash Video | für soziale Netzwerke einschließlich YouTube, Instagram, Facebook, Twitter, Vimeo, so wie MP4, WebM, FlashVideo, SWF, GIF, APNG | M4V          | DVD, VCD, AVI, MPG | 3GP, 3G2, MP4, RM | PSP          | WMV, AVI, MP4, DVD | MP4, AMV, MTV |

## Feedback
Das PC Magazin listet den VSDC Free Video Editor unter 10 Gratis-Tools zur Videobearbeitung als „Alleskönner für die schnelle Videobearbeitung“. Es lobt die Bedienbarkeit und Übersichtlichkeit des Programms dank dem Ribbon-Konzept. Bemängelt wird das weniger ansprechende Design mit kleiner Schrift und grauer Farbgebung. Außerdem müsse der Benutzer bei der Installation darauf achten, nicht gleichzeitig auch Adware auf seinem Computer einzurichten.
Auch GIGA Software, das Download-Portal des Technik-Onlinemagazins „GIGA“, lobt die einfache Bedienung „bei gleichzeitig umfangreicher Funktionalität“.
Die Redaktion der Zeitschrift Foto Hits bezeichnet die Oberfläche des Flash-Integro VSDC Video Editors als übersichtlich, dafür seien „manche Funktionen etwas versteckt“.